# Liste der Kulturdenkmäler in Urbach (Westerwald)
In der Liste der Kulturdenkmäler in Urbach sind alle Kulturdenkmäler der rheinland-pfälzischen Ortsgemeinde Urbach aufgeführt. Grundlage ist die Denkmalliste des Landes Rheinland-Pfalz (Stand: 9. Februar 2023).

## Denkmalzone
| Bezeichnung                          | Lage                                                              | Baujahr                 | Beschreibung                                                    | Bild            |
| ------------------------------------ | ----------------------------------------------------------------- | ----------------------- | --------------------------------------------------------------- | --------------- |
| Denkmalzone Ortskern Urbach-Überdorf | Urbach-Überdorf, Mittelstraße 40, 42 und 44, Huhlay 8 und 10 Lage | 17. und 18. Jahrhundert | vier unregelmäßig gestreute Hofanlagen, 17. und 18. Jahrhundert | Fotos hochladen |

## Einzeldenkmäler
| Bezeichnung              | Lage                                                      | Baujahr                            | Beschreibung | Bild                           |
| ------------------------ | --------------------------------------------------------- | ---------------------------------- | --- | ------------------------------ |
| Evangelische Pfarrkirche | Urbach-Kirchdorf, Kirchstraße Lage                        | 1825–30                            | ehemals St. Peter; achteckiger Zentralbau, spätklassizistisch mit neuromanischen Einzelformen, 1825–30, Architekt Ferdinand Nebel, Koblenz, spätromanischer Westturm | weitere Bilder Fotos hochladen |
| Pfarrhaus                | Urbach-Kirchdorf, Kirchstraße 3 Lage                      | zweite Hälfte des 19. Jahrhunderts | Pfarrhaus, zweite Hälfte des 19. Jahrhunderts; stattlicher Fachwerkbau mit Kniestock, teilweise verschiefert; Gesamtanlage mit ehemaligem Wirtschaftsteil            | Fotos hochladen                |
| Kriegerdenkmal           | Urbach-Kirchdorf, Raubacher Straße, auf dem Friedhof Lage |                                    | Kriegerdenkmal des Ersten und Zweiten Weltkriegs | weitere Bilder Fotos hochladen |
| Wohnhaus                 | Urbach-Überdorf, Huhlay 1 Lage                            | 18. Jahrhundert                    | stattliches Fachwerkhaus, teilweise massiv und verschiefert, Krüppelwalmdach, 18. Jahrhundert                                                                        | Fotos hochladen                |
| Hofanlage                | Urbach-Überdorf, Huhlay 10 Lage                           | 18. Jahrhundert                    | Fachwerkhaus, teilweise massiv, 18. Jahrhundert; Gesamtanlage mit Fachwerknebengebäuden, teilweise massiv, 18. Jahrhundert                                           | Fotos hochladen                |
| Wohnhaus                 | Urbach-Überdorf, Mittelstraße 35 Lage                     | 18. Jahrhundert                    | Fachwerkhaus, teilweise massiv und verkleidet, 18. Jahrhundert | Fotos hochladen                |
| Wohnhaus                 | Urbach-Überdorf, Mittelstraße 40 Lage                     | 18. Jahrhundert                    | Fachwerkhaus, teilweise massiv und verkleidet, 18. Jahrhundert | Fotos hochladen                |
| Wohnhaus                 | Urbach-Überdorf, Mittelstraße 44 Lage                     | 18. Jahrhundert                    | Fachwerkhaus, teilweise massiv und verkleidet, wohl aus dem 18. Jahrhundert                                                                                          | BW                             |